# Videix
Videix (tiếng Occitan: Vidais) là một xã của tỉnh Haute-Vienne, thuộc vùng Nouvelle-Aquitaine, miền trung nước Pháp.